# Attjärnen (Malungs socken, Dalarna)
Attjärnen är en sjö i Malung-Sälens kommun i Dalarna och ingår i Dalälvens huvudavrinningsområde. Sjön har en area på 0,0496 kvadratkilometer och ligger 322,4 meter över havet.

## Delavrinningsområde
Attjärnen ingår i det delavrinningsområde (671673-139221) som SMHI kallar för Ovan VDRID = Lömman i Västerdalälvens vattendrags*. Medelhöjden är 351 meter över havet och ytan är 43,71 kvadratkilometer. Räknas de 346 avrinningsområdena uppströms in blir den ackumulerade arean 3 974,46 kvadratkilometer. Västerdalälven som avvattnar avrinningsområdet har biflödesordning 2, vilket innebär att vattnet flödar genom totalt 2 vattendrag innan det når havet efter 363 kilometer. Avrinningsområdet består mestadels av skog (66 procent) och sankmarker (13 procent). Avrinningsområdet har 1,42 kvadratkilometer vattenytor vilket ger det en sjöprocent på 3,2 procent. Bebyggelsen i området täcker en yta av 1,01 kvadratkilometer eller 2 procent av avrinningsområdet.